# Hylophilus
Hylophilus és un gènere d'ocells de la família dels vireònids (Vireonidae ).

## Taxonomia
Segons la Classificació del Congrés Ornitològic Internacional (versió 13.1, 2023) aquest gènere està format per 8 espècies:
- Hylophilus amaurocephalus - vireó ullgrís.
- Hylophilus poicilotis - vireó coronat.
- Hylophilus olivaceus - vireó olivaci.
- Hylophilus pectoralis - vireó capgrís.
- Hylophilus brunneiceps - vireó capbrú.
- Hylophilus thoracicus - vireó de Rio de Janeiro.
- Hylophilus flavipes - vireó de matollar.
- Hylophilus semicinereus - vireó pitgrís.